# Carlos Casteglione
Carlos Damián Casteglione (Avellaneda, 9 de Maio de 1980) é um futebolista profissional argentino, militou no Panionios, atua agora no All Boys

## Carreira
Casteglione começou sua carreira em 2002 no Arsenal de Sarandí. pelo qual teve uma curta passagem em 2004, sendo emprestado depois para o Juventud Unida Universitario, clube das divisões regionalizadas da Argentina. depois do empréstimo, retornou ao  Arsenal de Sarandí, onde ajudou a classificar, pela primeira vez, a uma Copa Libertadores. no anos seguintes, conseguiu o maior feito da história, ao ser campeão da Copa Sul-Americana de 2007 e da primeira Copa Suruga Bank, em 2008. após isso atuou pelo Panionios, da Grécia e retornou a Argentina, para atuar pelo All Boys, onde está atualmente

## Títulos
Arsenal de Sarandí
- Copa Sul-Americana: 2007
- Copa Suruga Bank: 2008